# Quan hệ Armenia – Liban
Quan hệ Armenia – Liban là quan hệ ngoại giao giữa Armenia và Liban. Liban là nước có số dân Armenia lớn thứ tám trên thế giới và là quốc gia Ả Rập đầu tiên công nhận cuộc diệt chủng người Armenia.

## Viện trợ
Trong chiến tranh Liban 2006, Armenia tuyên bố sẽ gửi viện trợ nhân đạo cho Liban. Theo chính phủ Armenia, một lượng thuốc men, lều trại và thiết bị chữa cháy sẽ được đưa đến Liban vào ngày 27 tháng 7 năm 2006.

## Công nhận cuộc diệt chủng người Armenia
Ngày 11 tháng 5 năm 2000, nghị viện Liban đã bỏ phiếu công nhận cuộc diệt chủng người Armenia. Liban là nước Ả Rập duy nhất và là một số ít quốc gia trên thế giới làm như vậy. Vào ngày 21 tháng 4 năm 2015, một số bộ trưởng Liban đề nghị lấy ngày kỷ niệm cuộc diệt chủng người Armenia làm ngày lễ chính thức.

## Quan hệ chính trị
Có một cộng đồng Armenia lớn ở Liban cũng như có một số đảng của người Armenia tham gia chính trường Liban và có ghế trong nghị viện. Tashnag là đảng Armenia lớn nhất ở Liban, hiện đang có một thành viên trong chính phủ và nằm trong liên minh 8 tháng 3. Tuy nhiên, một số đảng Armenia khác ủng hộ liên minh 14 tháng 3. Ngoài ra, Armenia và Liban đã bãi bỏ thị thực giữa công dân hai nước trong chuyến thăm của tổng thống Armenia Serzh Sargsyan đến gặp tổng thống Liban Michel Suleiman ở dinh Baabda.